# Phyllostachys lofushanensis
Phyllostachys lofushanensis là một loài thực vật có hoa trong họ Hòa thảo. Loài này được Z.P.Wang, C.H.Hu & G.H.Ye miêu tả khoa học đầu tiên năm 1981.